# Iván Cambar
Iván Cambar (29 de diciembre de 1983) es un halterófilo cubano.
En el Campeonato del Mundo de 2006, clasificó 7 º en la categoría de 77 kg, con un total de 343 kg.
Cambar ganó la medalla de oro para Cuba en los Juegos Pan Americanos en la categoría de 77 kg el 17 de julio de 2007, con una elevación total de 350 kg. Levantó 156 kg en arranque, superando el anterior récord de los Juegos Panamericano. En su récord Cambar dijo: "Más que la felicidad por haber ganado, me siento orgulloso de establecer un récord panamericano. Es realmente una gran sensación y un honor para cualquier atleta".